# توماس مايكل كيتل
توماس مايكل كيتل (منذ 9 فبراير 1880 حتى 9 سبتمبر 1916) كان اقتصاديًا وصحفيًا ومحاميًا وكاتبًا وشاعر حرب وجنديًا وسياسيًا من الحكم الذاتي الأيرلندي. كان أيضًا عضو في الحزب البرلماني الأيرلندي منذ عام 1906 إلى 1910 في ويستمنستر. انضم إلى المتطوعين الأيرلنديين في عام 1913، ثم عند اندلاع الحرب العالمية الأولى في عام 1914، جُنّد للخدمة في الجيش البريطاني، وعندها قُتل أثناء القتال على الجبهة الغربية في خريف عام 1916. وكان رفيقًا قديمًا ومحبوبًا من قبل جيمس جويس، الذي اعتبره أفضل صديق له في أيرلندا، بالإضافة إلى فرانسيس شيهي سكيفينغتون، وأوليفر سانت جون غوغارتي وروبرت ويلسون ليند.
كان أحد الشخصيات البارزة في الجيل الذي أعطى في مطلع القرن العشرين حياة فكرية جديدة لسياسات الأحزاب الأيرلندية، وللحركة الدستورية نحو الحكم الذاتي لعموم أيرلندا. كان متحدثًا موهوبًا يتمتع بذكاء كبير، واعتُبرت وفاته خسارة كبيرة للحياة السياسية والفكرية في أيرلندا. 
بحسب جي كي تشيسترتون «ربما كان توماس مايكل كيتل هو أعظم مثال على عظمة الروح التي لم تُكافأ كثيرًا [...] لقد كان ذكيًا، وباحثًا، وخطيبًا، ورجلًا طموحًا في كل فنون السلام، وسقط في محاربة البرابرة».

## خلفيته العائلية
وُلد توماس كيتل في مالاهايد أو أرتان، دبلن، وكان السابع من بين اثني عشر طفلًا لأندرو جيه كيتل (1833-1916)، وهو سياسي قومي أيرلندي بارز، ومزارع تقدمي، وعضو مؤسس في الرابطة الوطنية الأيرلندية للأراضي. تزوج كيتل من مارغريت (ماكورت قبل الزواج). كان أحد إخوته الرائد الصناعي لورانس كيتل.
أثر أندرو كيتل على ابنه بشكل كبير من خلال أنشطته السياسية، فقد شارك منذ سن مبكرة في الحركة الدستورية لتحقيق الحكم الذاتي. انضم أندرو إلى مايكل دافيت في تأسيس رابطة الأراضي الأيرلندية وكان أحد الموقّعين على «بيان عدم الإيجار». انضم إلى تشارلز ستيوارت بارنيل في أزمة عام 1890، وترشح للانتخابات كمرشح قومي في عدة مناسبات.

## النشأة
نشأ توماس في محيط ريفي مريح. تلقى تعليمه مثل إخوته في مدرسة كريستيان براذرز أوكونيل في ريتشموند ستريت، دبلن، حيث برع فيها. في عام 1894 ذهب للدراسة مع اليسوعيين في كلية كلونجويز وود في مقاطعة كيلدير، وعُرف فيها بالذكاء والمناظرة الجيدة. استمتع بألعاب القوى والكريكيت وركوب الدراجات وحصل على مرتبة الشرف باللغتين الإنجليزية والفرنسية عند المغادرة.
التحق بكلية دبلن الجامعية في عام 1897، وكان طالبًا يتمتع بشخصية مثيرة للاهتمام. سرعان ما أثبت نفسه كطالب سياسي رائد وباحث لامع محاط بشباب طموحين وذوي عقلية سياسية. انتخب لمنصب مرموق كمراجع حسابات الجمعية الأدبية والتاريخية منذ عام 1898 حتى 1899. من بين أصدقائه ومعاصريه في كلية دبلن الجامعية هيو كينيدي وفرانسيس شيهي سكيفينجتون وأوليفر سانت جون جوجارتي وجيمس جويس.
وزع توم كيتل منشورات مؤيدة لبوير خلال الأشهر الأولى من حرب البوير الثانية في جنوب إفريقيا، واحتج على إنتاج المسرح الأدبي الأيرلندي للكونتيسة كاثلين في ييتس في عام 1899. نتيجة لمرضه، توقف عن الدراسة في عام 1900، وكانت صحته ضعيفة دائمًا. سافر إلى الخارج لتجديد معنوياته بالسفر في القارة، وتحسين لغته الألمانية والفرنسية. بعد عودته إلى دبلن جدد دراسته، وفي عام 1902 حصل على درجة البكالوريوس في العلوم العقلية والأخلاقية.

## الصحافة
قرأ القانون بعد قبوله في نقابة المحامين الأيرلندية في عام 1903، وأصبح مؤهلًا كمحام عام 1905. ومارس القانون بشكل متقطع، وخصص معظم وقته للصحافة السياسية. حافظ على اتصالاته بالكلية الجامعية وزملائه الطلاب، وشارك في المناقشات، وساهم في صحيفة الكلية وأصبح محررًا لها. ساعد في تأسيس نادي كوي بونو، وهي مجموعة مناقشة للخريجين الجدد.
كان كيتيل مؤيدًا قويًا للحزب البرلماني الأيرلندي الذي كان يسعى للحكم الذاتي (IPP)، وعزز روابطه مع الحركة الدستورية من خلال المشاركة في تأسيس فرع أيرلندا الشابة للرابطة الأيرلندية المتحدة وأصبح رئيسًا لها في عام 1904. جذب انتباه زعيم الحزب الأيرلندي جون ريدموند. رفض كيتل عرض الترشح لمقعد برلماني، وبدلًا من ذلك عمل محررًا لصحيفة ذا ناشونيست، وهي مجلة أسبوعية غير تقليدية. اتبعت الصحيفة خطًا متطرفًا مؤيدًا للحزب الأيرلندي، وفي نفس الوقت عكست وجهات نظر كيتل الليبرالية والمثيرة للجدل في كثير من الأحيان حول مجموعة واسعة من الموضوعات، والتعليم، وحقوق المرأة، والإحياء الأدبي الأيرلندي. استقال من تحريره في عام 1905 على أساس الجدل حول مقال يُزعم أنه معادٍ لرجال الدين.

## البرلمان
بعد وفاة باتريك دوجان، النائب عن شرق تايرون في عام 1906، قبل كيتل الترشح للمقعد البرلماني الشاغر في الانتخابات الفرعية الناتجة. فاز بالمقعد بأغلبية ضئيلة بلغت 18 صوتًا، ليصبح واحدًا من الشباب القلائل الذين حصلوا على قبول في الحزب الأيرلندي المتقدم في السن في مجلس العموم في المملكة المتحدة لبريطانيا العظمى وأيرلندا خلال العقدين الأولين من القرن العشرين.
أُشيد به كقائد للحزب في المستقبل، وفي أواخر عام 1906 ذهب إلى أمريكا، وشارك في عدد من اجتماعات الدعاية وجمع الأموال. في مجلس العموم في وستمنستر، اشتهر بأنه متحدث مسلٍ وغالبًا ما يكون لاذعًا، باعتباره مؤيدًا قويًا للحزب الأيرلندي وطريقه الدستوري إلى الحكم الذاتي، وشارك أيضًا في مناقشات لتوفير التعليم العالي للكاثوليك الأيرلنديين وعن الوضع الاقتصادي لأيرلندا.
كان منغمسًا بعمق في الثقافة الأوروبية. كانت فكرة كيتل المثالية هي أيرلندا مُتداخلة مع الحياة في أوروبا. كتب في «أيرلندا»: «يتكون برنامجي الوحيد لأيرلندا من أجزاء متساوية من الحكم الذاتي والوصايا العشر. نصيحتي الوحيدة لأيرلندا هي أنه لكي تصبح إيرلنديًا بعمق، يجب أن تصبح أوروبيًا».